# Biblioteca di Don Chisciotte

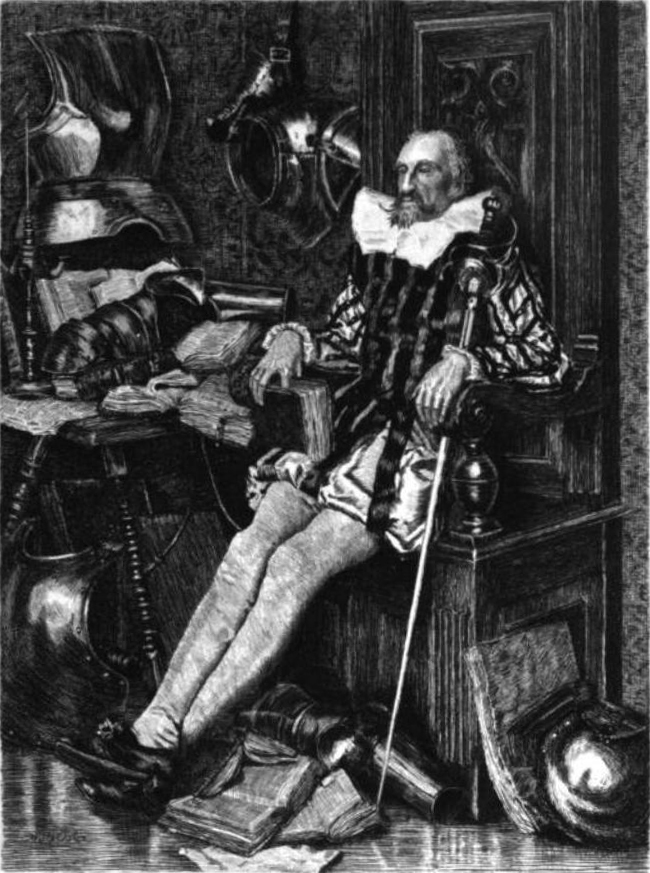
La Biblioteca di Don Chisciotte, in una incisione pubblicata sulla rivista letteraria Le Livre nel 1885.

La biblioteca di Don Chisciotte è il tema centrale del capitolo VI della prima parte del Don Chisciotte della Mancia, dove Miguel de Cervantes Saavedra, per bocca del curato Pero Pérez, espone opinioni sopra alcuni poemi cavallereschi e altre opere di letteratura della sua epoca fra cui alcuni poemi epici e novelle pastorali.
Nel capitolo VI sono citate le seguenti opere:
- Amadigi di Gaula
- Las sergas de Esplandián (Le avventure di Esplandián), di Garci Rodríguez de Montalvo
- Amadigi di Grecia, di Feliciano de Silva
- Don Olivante de Laura, di Antonio de Torquemada
- Felixmarte de Hircania, de Melchor Ortega
- Platir, attribuita a Francisco de Enciso Zárate
- El Caballero de la Cruz (Lepolemo, di Alonso de Salazar, o Leandro el Bel, di Pietro Lauro)
- Espejo de caballerías (Specchio della Cavalleria), di Pero López de Reinosa, o di Santa Caterina
- Historia de las hazañas y hechos del invencible caballero Bernardo del Carpio, di Agustín Alonso
- El verdadero suceso de la famosa batalla de Roncesvalles con la muerte de los doce Pares de Francia, di Francisco Garrido Villena
- Palmerín de Oliva, di Francisco Vázquez
- Palmerín de Inglaterra, di Francisco de Moraes
- Belianís de Grecia, di Jerónimo Fernández
- Tirante el Blanco, di Joanot Martorell
- Diana, di Jorge de Montemayor
- Segunda parte de la Diana de Jorge de Montemayor, di Alonso Pérez
- Diana enamorada, di Gaspar Gil Polo
- Los diez libros de Fortuna de Amor, di Antonio Lo Frasso
- El pastor de Iberia, di Bernardo de la Vega
- Primera parte de las ninfas y pastores de Henares, di Bernardo González de Bobadilla
- Desengaño de celos, di Bartolomé López de Enciso
- El pastor de Fílida, di Luis Gálvez de Montalvo
- Tesoro de varias poesías, di Pedro de Padilla
- El Cancionero, di Gabriel López Maldonado
- La Galatea, di Miguel de Cervantes Saavedra
- La Araucana, di Alonso de Ercilla
- La Austríada, di Juan Rufo
- El Monserrate, di Cristóbal de Virués
- Las lágrimas de Angélica, di Luis Barahona de Soto

Nel capitolo VII sono citate queste altre opere:
- La Carolea, di Jerónimo Sempere
- León de España, di Pedro de la Vecilla Castellanos
- Comentario de la guerra di Alemania hecha por Carlos V, máximo emperador romano, rey de España di Luis de Ávila